# Karel Růžička

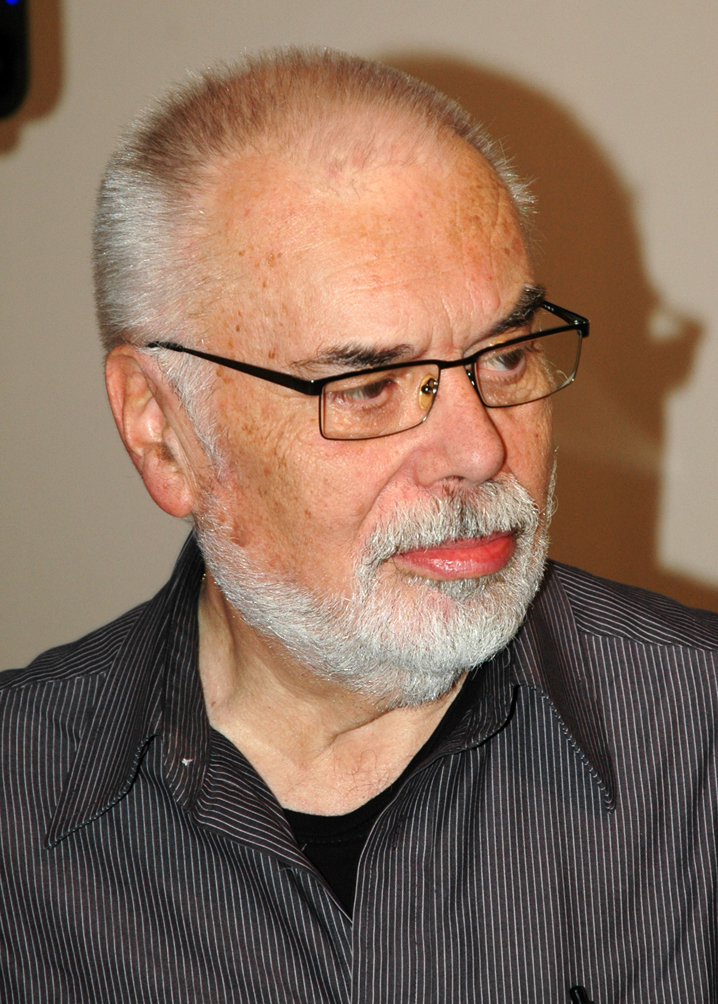
Karel Růžička (2012)

Karel Růžička, vereinfacht auch Karel Ruzicka (* 2. Juni 1940 in Prag; † 26. September 2016 ebenda), war ein tschechischer Jazzpianist und Komponist; er galt als „Grandseigneur des tschechischen Jazzpianos.“

## Leben und Wirken
Růžička spielte bereits als Kind Klavier; zum Jazz kam er über die Radiosendungen von Willis Conover auf Voice of America. Zwischen 1955 und 1960 studierte er am Prager Konservatorium, zunächst aber als Schlagzeuger, weil dort damals zu viele Pianisten ausgebildet wurden. In seinem unverwechselbaren Stil stach „immer wieder das perkussive Element heraus“.
Nach einigen Jahren als Theatermusiker am Theater Semafor holte ihn Karel Krautgartner 1965 als Pianist ins tschechische Radiojazzorchester, wo er bis 1990 blieb und für das er auch arrangierte und komponierte. Daneben leitete er ein eigenes Ensemble, mit dem er auch eigene Alben vorlegte. Zwischen 1967 und 1969 gastierte er mehrfach auf dem Montreux Jazz Festival. Auch arbeitete er mit  Laco Deczis Jazz Celula, mit  SHQ Karel Velebnýs SHQ und der Band von Luděk Hulan. 1982 veröffentlichte er das erste Soloalbum mit tschechischem Pianojazz, Zahrada radosti. Weiterhin spielte er mit Rudolf Dašek, George Mraz, Jiří Stivín, Rudolf Rokl, Milan Svoboda und Gustav Brom. Unter Jirí Belohlávek interpretierte er auch Bohuslav Martinůs Concerto Grosso for 2 pianos & chamber orchestra. Zu hören war er u. a. auf dem Album Power from the Air (2021) des Organisten Brian Charette.
Als Komponist schrieb er auch Vokalwerke und sinfonische Musik sowie die Musik für den Spielfilm Tisnove volani (1985). Er unterrichtete seit 1984 Komposition am Prager Jaroslav-Jezek-Konservatorium.
Sein Sohn Karel Růžička jun. ist ebenfalls Jazzmusiker (Saxophonist).

## Diskographie
- Jazzové piano (Supraphon, 1968)
- Karel Růžička +9 (Panton, 1972)
- Jazzové nebajky (Panton, 1973)
- Klávesová konkláva (Supraphon, 1978)
- Ozvěny (Supraphon, 1979)
- Zahrada radosti (Panton, 1981)
- Fata Morgana (Arta, 1991)
- Going Home (Arta, 1993)
- Celebration Jazz Mass (Supraphon, 1994)
- Con Alma (P&J Music, 1995)
- Flight (Melantrich, 1995)
- Nikdy nejsi sám (Český rozhlas, 1995)
- Pierrot (Arta, 2001)